# Croton widgrenianus
Croton widgrenianus är en törelväxtart som beskrevs av Johannes Müller Argoviensis. Croton widgrenianus ingår i släktet Croton och familjen törelväxter. Inga underarter finns listade i Catalogue of Life.